# Euphorbia proballyana
Euphorbia proballyana är en törelväxtart som beskrevs av Leslie Larry Charles Leach. Euphorbia proballyana ingår i släktet törlar, och familjen törelväxter.
Artens utbredningsområde är Tanzania.

## Underarter
Arten delas in i följande underarter:
- E. p. multangula
- E. p. proballyana

## Bildgalleri

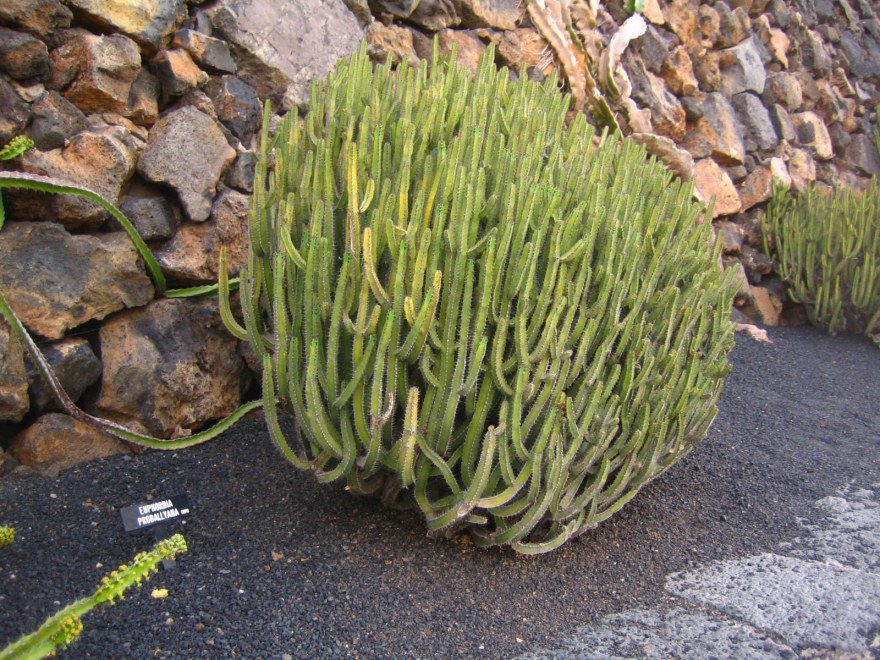
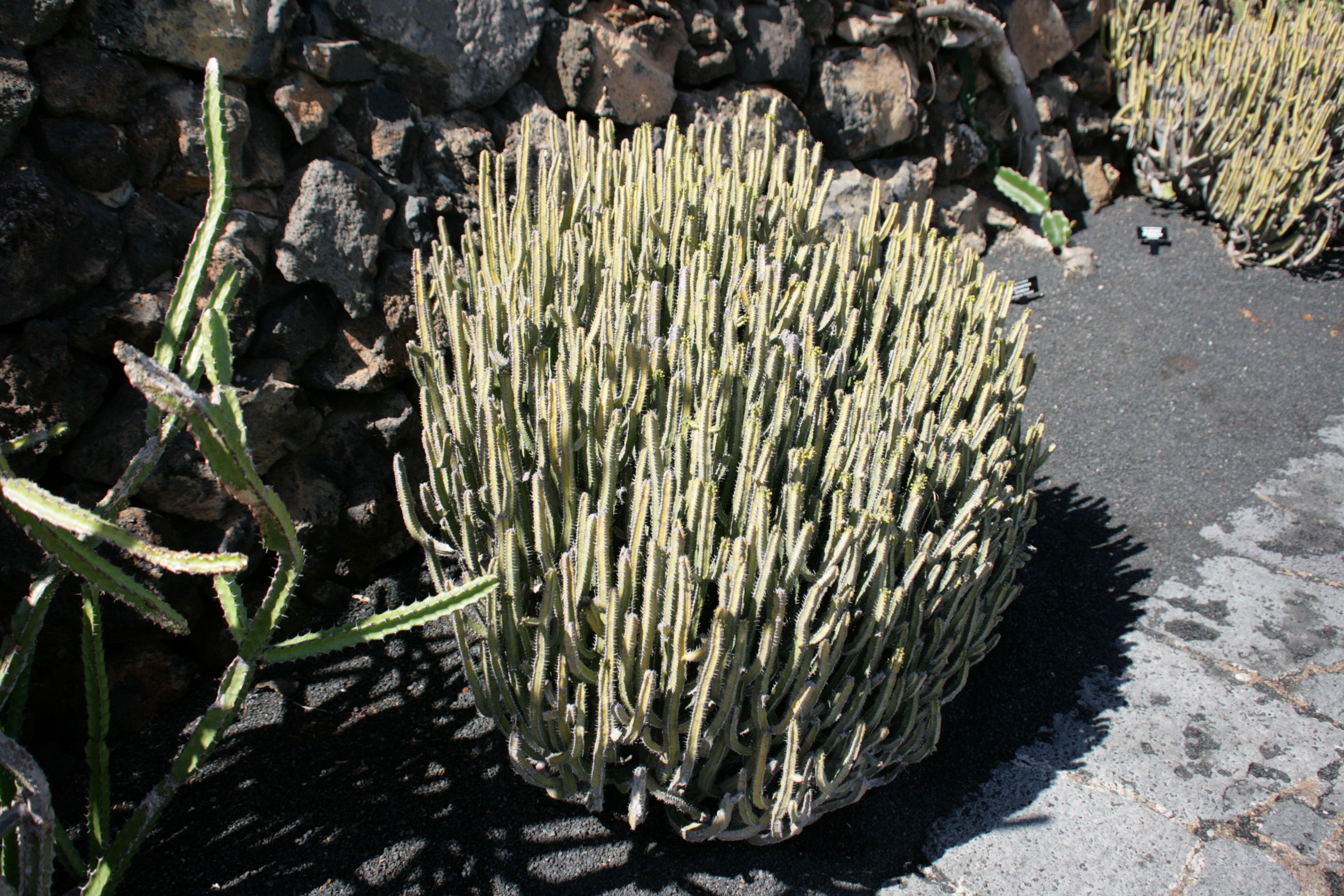